# Fluturim Domi
Fluturim Domi (* 14. Oktober 2000 in Kukës) ist ein albanischer Fußballspieler.

## Karriere
Domi begann seine Fußballkarriere 2014 im Jugendverein von FK Kukësi, wo er bis 2019 spielte. 2020 unterzeichnete er einen Profivertrag mit FK Kukësi. Während seiner Zeit dort absolvierte er 35 Ligaspiele und erzielte ein Tor. Im Februar 2024 wechselte Domi zum kosovarischen Verein KF Liria aus Prizren.